# Dasychira aenotata
Dasychira aenotata är en fjärilsart som beskrevs av Willie Horace Thomas Tams 1930. Dasychira aenotata ingår i släktet Dasychira och familjen tofsspinnare. Inga underarter finns listade i Catalogue of Life.